# Stere Farmache
Stere Farmache (n. 27 mai 1956, Călărași, Călărași, România) este un economist român, care a îndeplinit funcția de director general al Bursei de Valori București (BVB) în perioada 1995-2008.

## Biografie

### Primii ani, studii
Stere Farmache s-a născut la data de 27 mai 1956, în orașul Călărași. A urmat cursurile Academiei de Studii Economice din București (ASE) (1976-1980), apoi un stagiu de formare managerială la Institutul Internațional de Administrație din Paris (1991-1992).
După absolvirea facultății, a lucrat în cadrul Ministerului de Finanțe, unde a îndeplinit funcțiile de director de departament (1987-1992), director general al Agenției de Valori Mobiliare din cadrul aceluiași minister, calitate în care a contribuit la emiterea primelor reglementări ale pieței de capital din România și la elaborarea proiectului legii pieței de capital (1992-1994) și director general al Diviziei de Supraveghere Asigurări și Reasigurări, calitate în care a participat la realizarea cadrului legal pentru desfășurarea activității firmelor de asigurări și de supraveghere a acestora (1994-1995).

### Director general al Bursei de Valori București
În iunie 1995, odată cu reînființarea Bursei, Stere Farmache a fost numit în funcția de director general al Bursei de Valori București, iar din 2007 a preluat și funcția de președinte al instituției, după demisia lui Septimiu Stoica. Sub conducerea lui, BVB a evoluat de la tranzacții de 100.000 de lei pe zi și o capitalizare de 24 milioane lei la tranzacții de câteva milioane de euro pe zi și capitalizare de peste 30 miliarde euro. Printre principalele sale realizări se numără creșterea numărului de emitenți de pe piața principală a BVB de la 9 în 1995 la 68 în 2008, atragerea la cota Bursei a unor companii importante, precum Petrom, BRD - Groupe Société Générale și SIF-urile, lansarea de indici bursieri generali și sectoriali, lansarea tranzacțiilor cu derivate și introducerea la tranzacționare a titlurilor de stat.
În cei 13 ani cât a condus BVB, Bursa a trecut de la statutul de instituție de interes public la societate pe acțiuni, obținând n anul 2007 un profit brut record de 10,4 milioane euro. De asemenea, a fost realizată fuziunea BVB cu Bursa RASDAQ, înființarea Depozitarului Central și externalizarea serviciilor de decontare și compensare a tranzacțiilor și inițierea demersurilor privind listatea BVB pe propria platformă de tranzacționare .
La data de 17 decembrie 2008, președintele - director general al Bursei de Valori București, Stere Farmache, a anunțat că renunță la funcția executivă de director general și rămâne doar la președinția Consiliului Bursei. El și-a justificat decizia, în principal, prin viitoarea listare a Bursei de Valori București, proces care impune o serie de condiții de natură corporativă, una dintre acestea fiind separarea funcției de director general de cea de președinte al Consiliului de Administrație . Potrivit lui Farmache, funcția de director general va fi ocupată timp de șase luni de Anca Dumitru, directorul segmentului ATS-RASDAQ din cadrul BVB și director general al Asociației Brokerilor.

### Alpha Bank România
Începând din data de 1 ianuarie 2009, Farmache va ocupa postul de prim vice-președinte executiv al Alpha Bank România și totodată și membru al Consiliului de Administrație al băncii. În această calitate, el se va ocupa de coordonarea Trezoreriei băncii, a departamentelor de investment banking, a departamentului de compliance, a sectorului de corporate banking și instituției economistului-șef .
Farmache este expert contabil, expert evaluator, auditor și profesor asociat la Academia de Studii Economice din București.
Stere Farmache este căsătorit și are un copil. Cunoaște limbile engleză și franceză.